# Bitva o Tábor
Bitva o Tábor se odehrála v brzkých ranních hodinách dne 30. června 1420 v lokalitě mezi Tismenickým potokem a Lužnicí u hradeb nově vznikající husitské obce poblíž Sezimova Ústí současníky nazývané Hradiště na hoře Tábor. Oddíly Oldřicha z Rožmberka a jeho spojenců zde byly zaskočeny a rozprášeny nečekaným útokem 350 jezdců Mikuláše z Husi, které podpořil výpad táborské posádky, jež byla výrazně oslabena odchodem většiny ozbrojených obyvatel města na pomoc Praze. Vítězství jihočeské kališníky vymanilo z téměř týden trvajícího obležení, naproti tomu Oldřich z Rožmberka promarnil možnost eliminovat základnu radikálních husitů v bezprostřední blízkosti svých statků.

## Předehra
1. března 1420 papež Martin V. vyhověl žádosti římskoněmeckého a uherského krále Zikmunda Lucemburského a bulou Omnium plasmatoris domini, vydanou ve Florencii, deklaroval křížovou výpravu proti všem viklefistům a husitům. Dne 17. března byla kruciáta slavnostně vyhlášena ve Vratislavi, kde se právě konal říšský sjezd. Zikmund využil přítomnosti říšských knížat, s nimiž sjednal podmínky výpravy, a koncem dubna jeho armáda, jež se formovala ve slezské Svídnici, překročila hranice Českého království. 3. května před křižáky kapituloval Hradec Králové, načež se vojsko přesunulo ke Kutné Hoře, kde probíhaly přípravy k tažení na Prahu. Česká metropole se nacházela ve svízelné situaci, a jelikož selhaly všechny snahy obce o smírné vyřešení situace, byli Pražané nuceni postavit se křižákům se zbraní v ruce. Mezi jejich první opatření patřila výzva jednotlivým husitským obcím, aby jim přispěchaly na pomoc. 17. května dorazil list i do Hradiště na hoře Tábor. Táboři žádosti neprodleně vyhověli a pomocný odřad, pod velením Mikuláše z Husi, vyrazil k Praze již následujícího dne. Soudobí kronikáři zanechali dva velmi rozdílné údaje o jeho početním stavu. Autor tzv. Kroniky starého pražského kolegiáta informuje o 9000 osobách včetně žen a dětí, naproti tomu Staré letopisy české (rukopis Sa) hovoří o 3000. Bez ohledu na oficiální čísla, zůstala táborská posádka výrazně oslabená a této skutečnosti se rozhodl využít jihočeský šlechtic Oldřich z Rožmberka. Přestože byl formálně ještě stále kališníkem, válečné podniky táborů napáchaly škody i na jeho zboží a jeho poddaní ve značné míře zbíhali na Hradiště nebo odmítali platit stanovené dávky. Ve věci útoku proti Táboru proto písemně oslovil krále Zikmunda, přičemž mu nabídl své služby. Ten s jeho podnikem souhlasil a jako posilu mu zajistil vojáky rakouského vévody Albrechta a pana Jindřicha z Puchbergu. Sám Oldřich k obléhání poslal své vlastní ozbrojence spolu s rakouskými žoldnéři pod velením českobudějovického hejtmana Lipolta Krajíře z Krajku. Posléze se odebral na hrad Žebrák, kde se před králem a papežským legátem Ferdinandem, biskupem Lucenským, spolu s jinými českými šlechtici, zřekl kalicha. Vzápětí odjel dohlížet na průběh obléhání Tábora, k němuž dorazil 23. června. Kromě toho, že nechal zcela uzavřít obklíčení, vydal příkaz, kterým zapovídal přítomným husitským kněžím a vlastním vojákům přijímat podobojí.
Táboři, kteří se podíleli na přípravách obrany Prahy, se o ohrožení obce dozvěděli 25. června. Ještě téže noci vyrazil hejtman Mikuláš z Husi s 350 jezdci obleženým na pomoc. K Táboru však dorazil teprve 30. června. Je pravděpodobné, že volil cestu oklikami, aby se mu k Hradišti podařilo dorazit nepozorovaně, což se mu také podařilo, případně vyčkával v lesích okolo města, než k němu dorazí pěchota.

## Bitva
O střetnutí u Tábora, většinou povrchně, informuje několik písemných pramenů různé výpovědní hodnoty. Mezi nejpodrobnější a nejdůležitější z nich patří svědectví Husitské kroniky literáta Vavřince z Březové, který byl přímým účastníkem husitských válek a z jehož popisu vychází hypotézy většiny starších i současných historiků. Podle tohoto tvrzení je patrné, že Mikuláš z Husi a táborská posádka dokázali v brzkých ranních hodinách zorganizovat koordinovaný útok, který zcela překvapil spícího nepřítele. Nečekaná akce vnesla mezi královy muže naprostý zmatek, přičemž za vysokých ztrát opustili svůj majetek a vyklidili ležení. 
| „                    | A když se dne 30. června, totiž v neděli po svatém Petru, přibližoval za rozednění k hoře Hradišti se zcela skrovňoučkých lidem a uvědomil o tom bratří na hoře, hned seběhli táborští bratří se silným křikem s hory a s řečeným Mikulášem z Husi prudce udeřili na své nepřátele. A ti, protože jim Pán Bůh nahnal strachu, zděšeni po malém odporu se dali na útěk a prchli, zanechavše mnoho statků, přesto, že jich bylo přes dvacet na jednoho tábora. Táboři, stíhajíce je, mnohé z nich pobili, jiné pak zranili a ostatní zajali. A tak vzdávajíce díky Pánu Bohu, že jim dopřál vítězství nad nepřáteli, pobrali velkou kořist ve zlatě a stříbře, penězích, zbraních, číších a stříbrných pásech, drahocenných rouchách, dělech, stanech, hojných nápojích a potravinách, vjeli s ohromnou radostí na horu Hradiště a rozdělovali z kořisti jednomu každému, jak bylo potřebí. | “ |
| — Vavřinec z Březové | |   |

Dále se o bitvě zmiňuje italský humanista Enea Silvio, pozdější papež Pius II., jenž měl své postřehy od přímých účastníků války, včetně Oldřicha z Rožmberka. Ve svém stěžejním díle o českých dějinách s názvem Historie česká, událost u Tábora zmiňuje v jediné větě, která víceméně koresponduje s popisem Vavřince z Březové. Chyby se dopustil pouze v úvaze, že Mikuláše z Husi k Táboru vyslal Jan Žižka. V jedné větě střetnutí připomíná i autor Kroniky velmi pěkné o Janu Žižkovi, který se spokojil s konstatování, že pán z Rožmberka s jinými Němci byl při obléhání Tábora poražen a utrpěl velikou hanbu i škodu. Ze zahraničních letopisců o vítězství husitů referuje kronika Tomáše Ebendorffera z Haselbachu, který jako jediný poskytuje přesnou informaci o početním stavu oblehatelů. Jím uvedených 4800 jízdních a pěších však ukazuje na to, že převaha dvaceti královských na jednoho husitu, kterou uvádí Vavřinec z Březové, je poměrně nadhodnocená.

## Důsledky
Vítězství, tak jak jej popisuje Vavřinec z Březové, přineslo táborům nemalý materiální zisk a nezanedbatelně posílilo jejich obranyschopnost. Navíc porážka silnějšího protivníka byla husity vnímána jako důkaz Boží pomoci a vzbudila velký ohlas u široké veřejnosti. Oldřich z Rožmberka nesl svůj neúspěch jako těžkou urážku a rozhodl se ji pomstít na svých poddaných, kteří se hlásili ke kalichu. Do okolí hradů v jeho vlastnictví začaly vyjíždět posádky k trestným výpravám proti ohniskům husitství a mnozí kněží, jež se odmítli zříct přijímání podobojí, skončili v rožmberských žalářích.